# Диалло, Амад
Амад Диалло (фр. Amad Diallo; 11 июля 2002, Абиджан, Кот-д’Ивуар), ранее известный как Амад Диалло Траоре (фр. Amad Diallo Traoré), также известен мононимно как Амад (англ. Amad) — ивуарийский футболист, вингер английского клуба «Манчестер Юнайтед» и сборной Кот-д’Ивуара.

## Клубная карьера
Воспитанник итальянской «Аталанты». За первую команду дебютировал 27 октября 2019 года в матче итальянской Серии A против «Удинезе», забив гол в этой игре. Стал первым игроком 2002 года рождения, забившим гол в высшем дивизионе чемпионата Италии.
5 октября 2020 года английский клуб «Манчестер Юнайтед» объявил о достижении соглашения по переходу игрока за 30 млн евро. Трансфер игрока был завершён в январе 2021 года. 18 февраля 2021 года Амад дебютировал в основном составе «Манчестер Юнайтед» в первом матче 1/16 финала Лиги Европы УЕФА против испанского клуба «Реал Сосьедад». 11 марта 2021 года Диалло забил свой первый гол за «Юнайтед» в матче 1/8 финала Лиги Европы УЕФА против «Милана». 11 мая 2021 года дебютировал в Премьер-лиге, выйдя в стартовом составе в матче против «Лестер Сити» и отдав голевую передачу на Мейсона Гринвуда.
27 января 2022 года отправился в аренду в шотландский «Рейнджерс» до конца сезона 2021/22.
31 августа 2022 года отправился в сезонную аренду в клуб Чемпионшипа «Сандерленд».

## Карьера в сборной
26 марта 2021 года дебютировал за сборную Кот-д’Ивуара в матче отборочного турнира к Кубку африканских наций против сборной Нигера.

## Статистика выступлений

### Клубная статистика
По состоянию на 25 мая 2025 года
| Клуб              | Сезон            | Лига | Лига | Кубок страны | Кубок страны | Кубок лиги | Кубок лиги | Еврокубки | Еврокубки | Прочие | Прочие | Итого | Итого |
| Клуб              | Сезон            | Игры | Голы | Игры         | Голы         | Игры       | Голы       | Игры      | Голы      | Игры   | Голы   | Игры  | Голы  |
| ----------------- | ---------------- | ---- | ---- | ------------ | ------------ | ---------- | ---------- | --------- | --------- | ------ | ------ | ----- | ----- |
| Аталанта          | 2019/20          | 3    | 1    | 0            | 0            | 0          | 0          | 0         | 0         | 0      | 0      | 3     | 1     |
| Аталанта          | 2020/21          | 1    | 0    | 0            | 0            | 0          | 0          | 1         | 0         | 0      | 0      | 2     | 0     |
| Аталанта          | Итого            | 4    | 1    | 0            | 0            | 0          | 0          | 1         | 0         | 0      | 0      | 5     | 1     |
| Манчестер Юнайтед | 2020/21          | 3    | 0    | 1            | 0            | 0          | 0          | 4         | 1         | 0      | 0      | 8     | 1     |
| Манчестер Юнайтед | 2021/22          | 0    | 0    | 0            | 0            | 0          | 0          | 1         | 0         | 0      | 0      | 1     | 0     |
| Манчестер Юнайтед | 2023/24          | 9    | 1    | 3            | 1            | 0          | 0          | 0         | 0         | 0      | 0      | 12    | 2     |
| Манчестер Юнайтед | 2024/25          | 26   | 8    | 2            | 0            | 3          | 1          | 11        | 2         | 1      | 0      | 43    | 11    |
| Манчестер Юнайтед | Итого            | 38   | 9    | 6            | 1            | 3          | 1          | 16        | 3         | 1      | 0      | 64    | 14    |
| Рейнджерс         | 2021/22          | 10   | 3    | 3            | 0            | 0          | 0          | 0         | 0         | 0      | 0      | 13    | 3     |
| Рейнджерс         | Итого            | 10   | 3    | 3            | 0            | 0          | 0          | 0         | 0         | 0      | 0      | 13    | 3     |
| Сандерленд        | 2022/23          | 37   | 13   | 3            | 0            | 0          | 0          | 0         | 0         | 2      | 1      | 42    | 14    |
| Сандерленд        | Итого            | 37   | 13   | 3            | 0            | 0          | 0          | 0         | 0         | 2      | 1      | 42    | 14    |
| Всего за карьеру  | Всего за карьеру | 89   | 26   | 12           | 1            | 3          | 1          | 17        | 3         | 3      | 1      | 124   | 32    |

### Выступления за сборную
| Матчи Диалло за сборную Кот-д’Ивуара | Матчи Диалло за сборную Кот-д’Ивуара | Матчи Диалло за сборную Кот-д’Ивуара | Матчи Диалло за сборную Кот-д’Ивуара | Матчи Диалло за сборную Кот-д’Ивуара | Матчи Диалло за сборную Кот-д’Ивуара | Матчи Диалло за сборную Кот-д’Ивуара |
| ------------------------------------ | ------------------------------------ | ------------------------------------ | ------------------------------------ | ------------------------------------ | ------------------------------------ | ------------------------------------ |
| №                                    | Дата                                 | Оппонент                             | Счёт                                 | Голы                                 | Соревнование                         |                                      |
| 1                                    | 26 марта 2021                        | Нигер                                | 3:0                                  | —                                    | Отборочные матчи КАН-2021            |                                      |
| 2                                    | 5 июня 2021                          | Буркина-Фасо                         | 2:1                                  | 1                                    | Товарищеский матч                    |                                      |
| 3                                    | 12 июня 2021                         | Гана                                 | 0:0                                  | —                                    | Товарищеский матч                    |                                      |

Итого: 3 игры / 1 гол; 2 победы, 1 ничья, 0 поражений.

## Достижения
«Манчестер Юнайтед»
- Обладатель Кубка Англии: 2023/24[14]

## Личная жизнь
11 июля 2020 года, в свой 18-й день рождения, Амад поменял название своей страницы в Instagram с «Amad Traoré» на «Amad Diallo» с комментарием: «Не называйте меня больше Траоре». В сентябре 2020 года официально сменил имя на Амад Диалло (Amad Diallo). В декабре 2020 года получил итальянский паспорт.
Брат Амада, Амед Траоре, также является профессиональным футболистом.